# Lana Rhoades
Lana Rhoades, vlastním jménem Amara Maple, (* 6. září 1996 Chicago, Illinois) je americká podnikatelka a bývalá pornoherečka. Objevila se na obálkách časopisů jako Hustler, Penthouse či Playboy.

## Raný život
Vyrůstala se svobodnou matkou a starší sestrou trpící schizofrenií na předměstí Chicaga. Podle Rhoades byla v této době většina pozornosti věnována výhradně péči o její starší nemocnou sestru, takže pro ni samotnou zůstávalo jen malé množství pozornosti a lásky. V dětství obdivovala okouzlující životní styl modelek Playboye např. Anny Nicole Smith, která se objevovala v televizním seriálu The Girls Next Door.
Dle svých vlastních slov začala již velmi brzy se svým prvním přítelem užívat narkotika a působila také jako spolupachatelka několika vloupání. Když jí bylo 16 let byla proto poslána do výchovného ústavu Warrenville Youth Center, kde byla až do svých 21 let. Po propuštění začala pracovat v sexuálních službách – jako hosteska v restauraci Tilted Kilt a striptérka ve striptýzovém klubu.

## Kariéra
Kariéru v pornoprůmyslu začala v roce 2016 ve věku 19 let, avšak již ke konci roku 2017 průmysl opustila. Poté se začala věnovat kariéře influencerky. Roku 2019 se se 345 miliony zhlédnutí svých videí stala nejvyhledávanější herečkou na Pornhubu. V únoru 2020 byla společností Brazzers najata jako marketingová konzultantka.
Rhoades otevřeně hovořila o vykořisťování a zneužívání v pornoprůmyslu, a odrazuje další ženy od vstupu do něj. Uvedla, že měsíčně vydělává stovky tisíc dolarů zveřejňováním svých nahých fotografií a videí na OnlyFans, kde je jí umožněno kontrolovat, jak je zde její tělo vybrazováno.
V roce 2021 Rhoades začala propagovat kryptoměnu PAWGcoin a v listopadu téhož roku zahájila obrazový projekt NFT, který byl spuštěn v roce 2022.
Rhoades spolumoderuje podcast 3 Girls 1 Kitchen a navrhla sérii spodního prádla pro společnost Yandy, dceřinou společnost Playboye. K 13. březnu 2025 má její youtubeový kanál přes 1 milion odběratelů.

## Osobní život
V lednu 2022 oznámila Rhoades v jednom díle svého podcastu 3 Girls 1 Kitchen, že je těhotná, přesněji, že čeká syna. Vlastní dva domy – jeden v Los Angeles a jeden v Chicagu.

## Ocenění
- 2017 AVN Award – Hottest Newcomer[13]
- 2017 XBIZ Award – Best New Starlet[14]
- 2017 NightMoves Award – Best New Starlet (Fan's Choice)[15]
- 2017 NightMoves Award – Best Star Showcase (Fan's Choice) – Lana[15]
- 2017 November Vixen Angel[16]
- 2018 AVN Award – Best Anal Sex Scene – Anal Savages 3 (společně s Markusem Dupreem)[17]
- 2018 NightMoves Award – Best Body (Fan's Choice)[18]
- 2019 Pornhub Award – Most Popular Female Performer[19]
- 2019 NightMoves Award – Best Star Showcase (Fan's Choice) – Ultimate Fuck Toy: Lana Rhoades[20]
- 2020 Pornhub Award – Most Popular Female Performer[21]